# Maising
Maising ist ein Gemeindeteil von Pöcking im oberbayerischen Landkreis Starnberg. Es ist ein ursprünglich landwirtschaftlich geprägtes Dorf, das durch Wohnbebauung in jüngerer Zeit signifikant vergrößert wurde.

## Lage

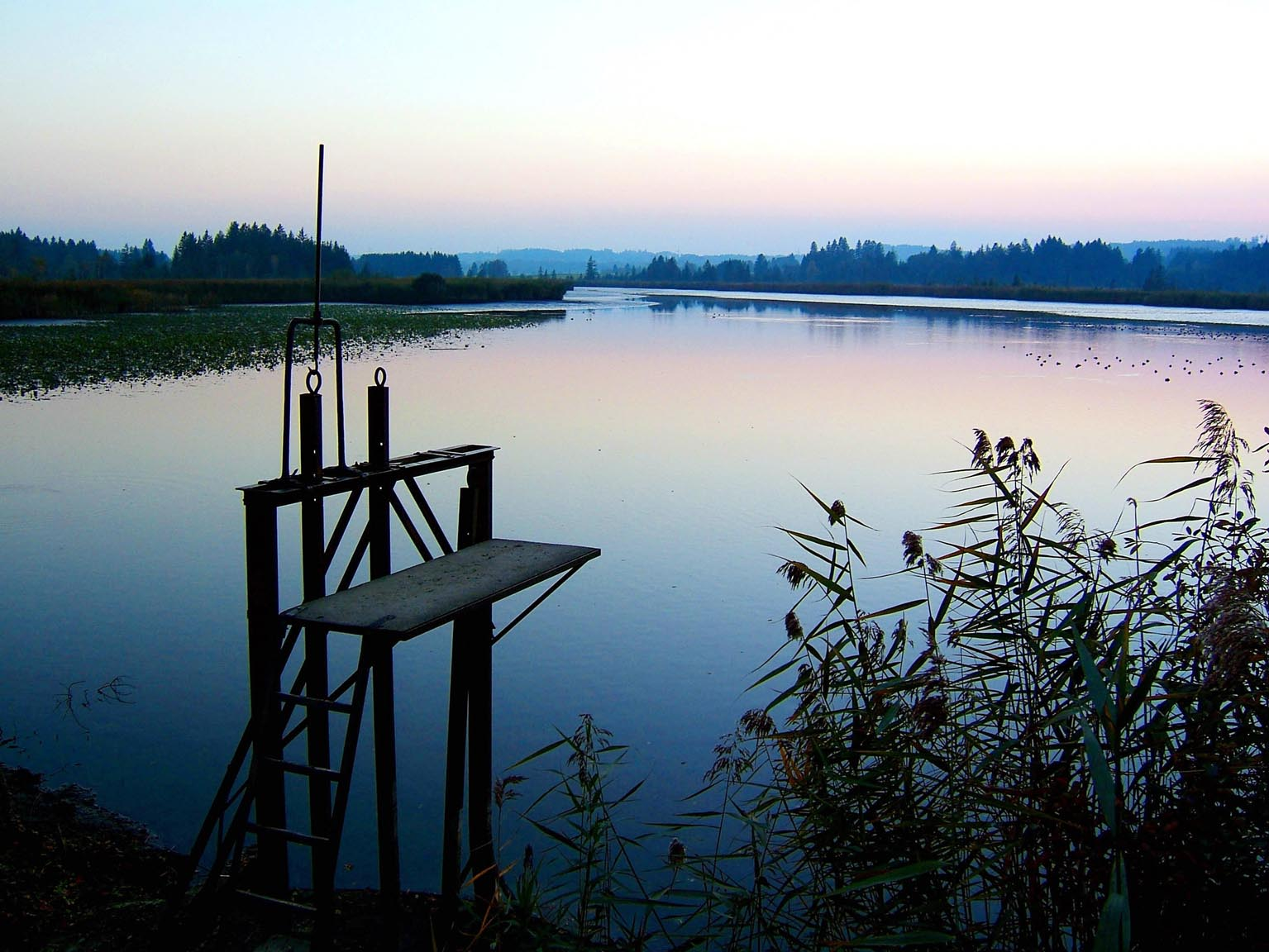
Maisinger See in Abendstimmung

Westlich des Kernortes befindet sich der unter Naturschutz stehende Stausee Maisinger See, ein Vogelparadies mit Schilfbewuchs und großen Moorflächen. Auf dem nordöstlichen Weg Richtung Söcking befindet sich die Maisinger Schlucht, ein tiefer Einschnitt in der Landschaft, der durch den Maisinger Bach geformt wurde und als Wasserschutz- und Erholungsgebiet eingestuft ist. Die Schlucht kreuzt eine Straße, die auf der höchsten Spannbetonbrücke der Region darüber hinweggeführt wird.

## Geschichte
Im Jahr 1182 sind unter dem Namen Musingin vier Gehöfte und drei Mühlen dokumentiert. Sie werden im Zusammenhang mit einer Schenkung von Bischof Otto II. von Bamberg (ein gebürtiger Andechs-Meranier) an das Chorherrenstift Dießen genannt. Für das Jahr 1809 wird eine Bevölkerung von 86 Personen, verteilt auf 13 Höfe genannt.
Zur 1818 gebildeten Gemeinde Maising gehörte auch das Dorf Landstetten, das zum 1. Januar 1967 zur Gemeinde Perchting wechselte.
Durch die Folgen des Zweiten Weltkriegs erfuhr das Dorf einen starken Anstieg der Bevölkerungszahl. Im Rahmen der Gebietsreform wurde am 1. Januar 1978 die selbständige Gemeinde in einen Ortsteil der Gemeinde Pöcking übergeführt. Dabei wurde eine Einwohnerzahl von 300 angegeben.
Ende 2023 lebten 340 Einwohner in Maising.

## Bauwerke
Im alten Ortskern befindet sich die katholische Filialkirche Sankt Bartholomäus, die wohl auf eine 1182 erwähnte Kapelle zurückgeht. Sie wurde in den 1970er Jahren renoviert, wobei am Chor Fresken der Spätromanik entdeckt wurden.
Am Ostrand der Siedlung befindet sich im ehemaligen Maxhof die General-Fellgiebel-Kaserne.